# Władisław Tiernawski
Władisław Michajłowicz Tiernawski, ros. Владислав Михайлович Тернавский, ukr. Владислав Михайлович Тернавський, Władysław Mychajłowicz Ternawski (ur. 2 maja 1969 w Kijowie, Ukraińska SRR) – rosyjski piłkarz pochodzenia ukraińskiego, grający na pozycji środkowego lub lewego obrońcy, reprezentant Rosji. W końcu 1996 zmienił obywatelstwo ukraińskie na rosyjskie.

## Kariera piłkarska

### Kariera klubowa
Wychowanek SDJuSzOR Dynamo Kijów. Karierę piłkarską rozpoczął w ukraińskim klubie Dynamo Irpień. W 1988 roku został piłkarzem Dynama Kijów, jednak przez cztery lata nie potrafił przebić się do pierwszego składu tego klubu i występował głównie w rezerwach, a potem w Dynamo-2 Kijów. W latach 1993–1994 grał w Nywie Tarnopol.
Latem 1994 Tiernawski trafił do Rosji i przez pół sezonu występował w Spartaku Moskwa, z którym wywalczył mistrzostwo Rosji. Na początku 1995 roku znów grał w ukraińskiej lidze, w zespole Czornomorca Odessa. W 1996 roku powrócił do Rosji, gdzie został piłkarzem Tekstilszczyka Kamyszyn, ale już w 1997 roku ponownie zmienił barwy klubowe i podpisał kontrakt z Saturnem Ramienskoje. Następnie przeszedł do Rostselmaszu Rostów, ale po pobycie w rezerwach tego klubu odszedł do Dinama Stawropol. W tym samym roku grał jeszcze w Szynniku Jarosław. Od 2000 roku co sezon zmieniał kluby. Najpierw grał w Wołgarze-Gazprom Astrachań, następnie w Lokomotiw-NN Niżny Nowogród, a w 2002 roku w kazachskim Irtyszu Pawłodar, w barwach którego zakończył karierę.

### Kariera reprezentacyjna
W reprezentacji Rosji Tiernawski zadebiutował 20 kwietnia 1994 roku w wygranym 1:0 towarzyskim meczu z Turcją. W tym samym roku został powołany przez selekcjonera Pawła Sadyrina do kadry na Mistrzostwa Świata w USA. Tam wystąpił we dwóch grupowych spotkaniach: przegranym 0:2 z Brazylią i wygranym 6:1 z Kamerunem. Ostatni mecz w kadrze narodowej rozegrał we wrześniu 1996 przeciwko Cyprowi (4:0). Łącznie wystąpił w niej 7 razy.

## Kariera trenerska
Po zakończeniu kariery piłkarskiej rozpoczął pracę szkoleniową. W 2004 pomagał trenować Żemczużyna Budionowsk, a od 2007 do 18 kwietnia 2008 Witiaź Podolsk. W 2010 prowadził podolski klub.

## Sukcesy i odznaczenia

### Sukcesy klubowe
- mistrz Rosji: 1994
- zdobywca Pucharu Rosji: 1994
- mistrz Kazachstanu: 2002

### Sukcesy indywidualne
- wybrany do listy 33 najlepszych piłkarzy Rosji: Nr 3 (1994)